# Официальная классификация вин Бордо

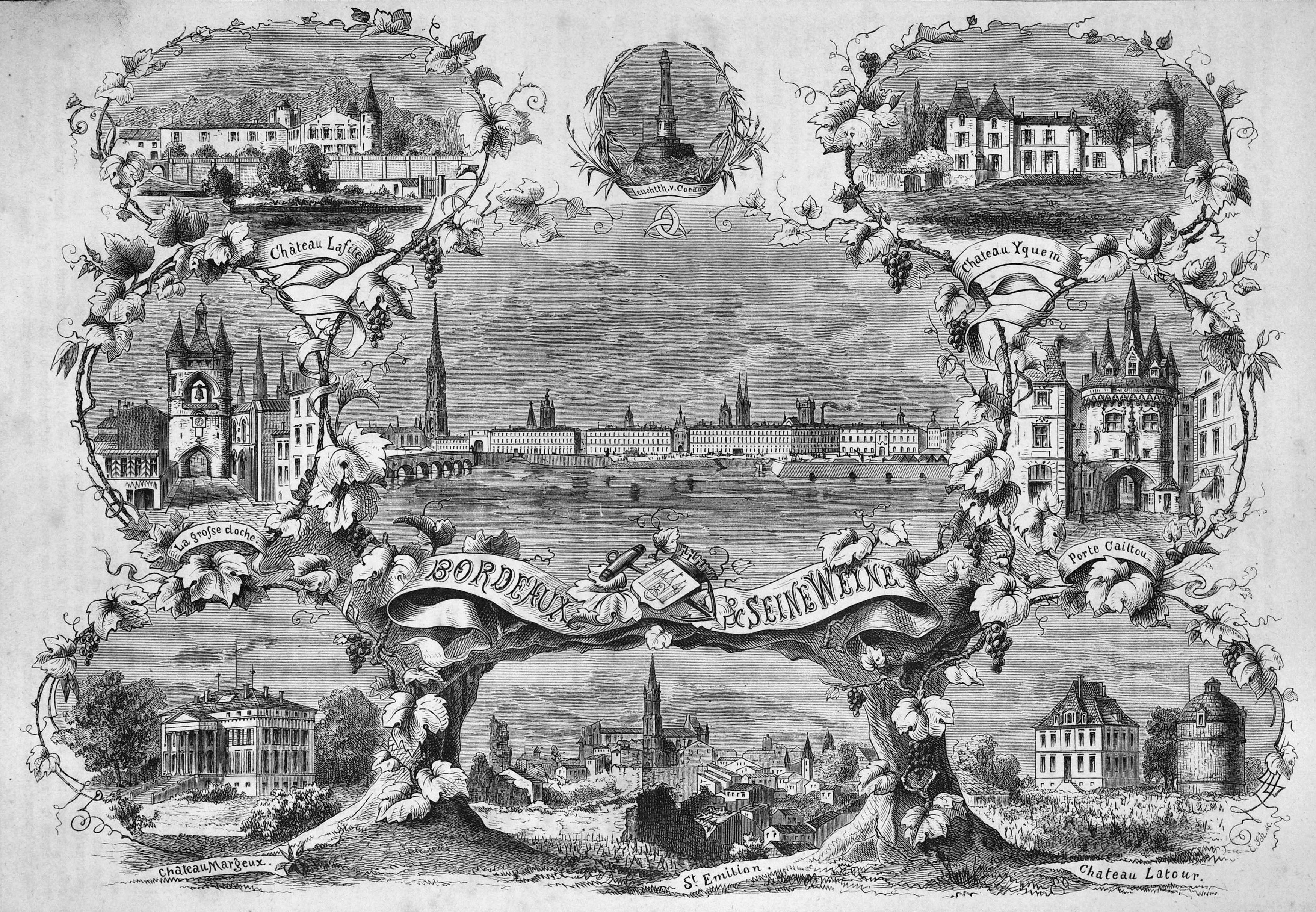
Шато винодельческого региона Бордо на немецкой рекламе 1869 года

Официальная классификация вин Бордо 1855 года (фр. Classification officielle des vins de Bordeaux de 1855) — документ, определяющий уровни качества и важность для экономики Франции винодельческих хозяйств и включающий 60 хозяйств из коммун Медока, одно хозяйство из региона Грав, 17 хозяйств из коммуны Сотерн и 10 хозяйств из коммуны Барсак.

## История
Своим появлением документ обязан императору Наполеону III, поручившему Торгово-промышленной палате Франции отобрать и классифицировать лучшие французские вина, которые должны были быть представлены на Парижской выставке 1855 года. Вина были проранжированы по цене и значимости и получили категории, так называемые Крю (от фр. Cru), с первой по пятую. Почти все красные вина, попавшие в классификацию, были доставлены из региона Медок, за исключением вина Château Haut-Brion, которое прибыло из коммуны  региона Грав. Белые вина были представлены сладкими сортами Сотерна и сладкими винами коммуны Барсак. При этом они оценивались только в двух категориях.
В каждой из категорий винодельческие хозяйства располагались в соответствии с показателями качества их продукции. За все время существования классификация подверглась двум существенным изменениям. В 1856 году (фр. Château Cantemerle) было добавлено в список пятых крю. В 1973 году Шато Мутон-Ротшильд (фр. Château Mouton Rothschild) было переведено из второй в первую крю. Данные изменения были внесены после их длительного лоббирования со стороны Филиппа де Ротшильда (фр. Philippe de Rothschild), которое продолжалось в течение 10 лет. Помимо этого в наименованиях большинства винодельческих хозяйств появилась приставка Шато (фр. Château — замок), а из списка третьих крю было исключено Шато Дюбиньон (фр. Château Dubignon), поглощённое винодельческим хозяйством Шато Малеско-Сент-Экзюпери (фр. Château Malescot-Saint-Exupéry).

## Критика
Созданная в 1855 году классификация не учитывает фактического расширения, сокращения или разделения принадлежащих винодельческим хозяйствам виноградников, которые произошли за прошедшее время и не были дополнительно классифицированы, также не учитывается изменение собственников винодельческих хозяйств.
По мнению множества специалистов в области виноделия и винных критиков классификация 1855 года в настоящее время устарела и не обеспечивает актуального определения качества вин, произведённых в каждом из современных винодельческих хозяйств. В XX веке предпринимались несколько попыток изменения классификации: так, в 1960 году владелец нескольких шато Алексей Лишин начал кампанию по внесению изменений в классификацию, которая продлилась более 30 лет и закончилась тем, что он опубликовал свою собственную классификацию. Ряд других специалистов пользовались похожими сценариями при попытках внесения изменений: Роберт Паркер в 1985 году опубликовал «100 лучших хозяйств Бордо», а Бернар (фр. Bernard) и Анри Анжальбер (фр. Henri Enjalbert) в 1989 году — «Историю вина и лозы» (фр. L'histoire de la vigne & du vin). Также серьезные усилия в этой области прилагали известные специалисты Клайв Коутс (англ. Clive Coates) и Дэвид Пепперкорн (англ. David Peppercorn), однако их усилия не привели к изменению классификации.
В марте 2009 года своя собственная классификация вина была выпущена Лондонской международной биржей виноделов, в этой классификации применён свой оригинальный метод расчёта показателя «качества-стоимости» вин в современных условиях. Помимо этого многие из хозяйств апелласьона Медок, не включенные в классификацию 1855 года, классифицируются как Крю Буржуа (фр. Cru Bourgeois). Эта система классификации существовала и регулярно обновлялась с 1932 года, в 2007 году была запрещена, однако в 2010 году вновь восстановлена.

## Классификация

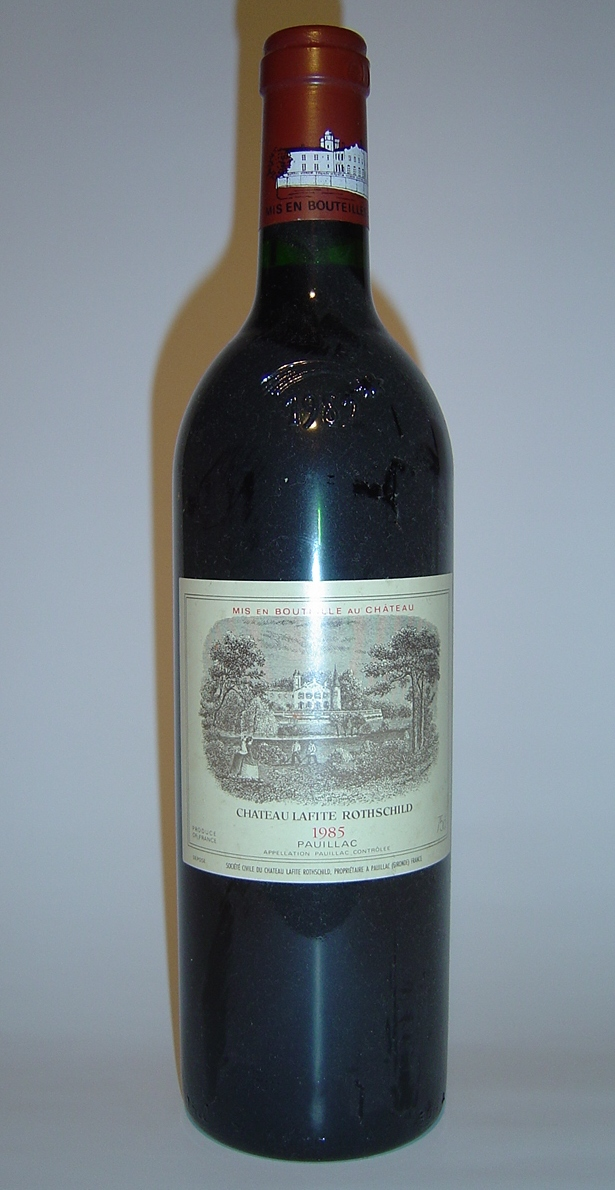
Бутылка вина Château Lafite-Rothschild

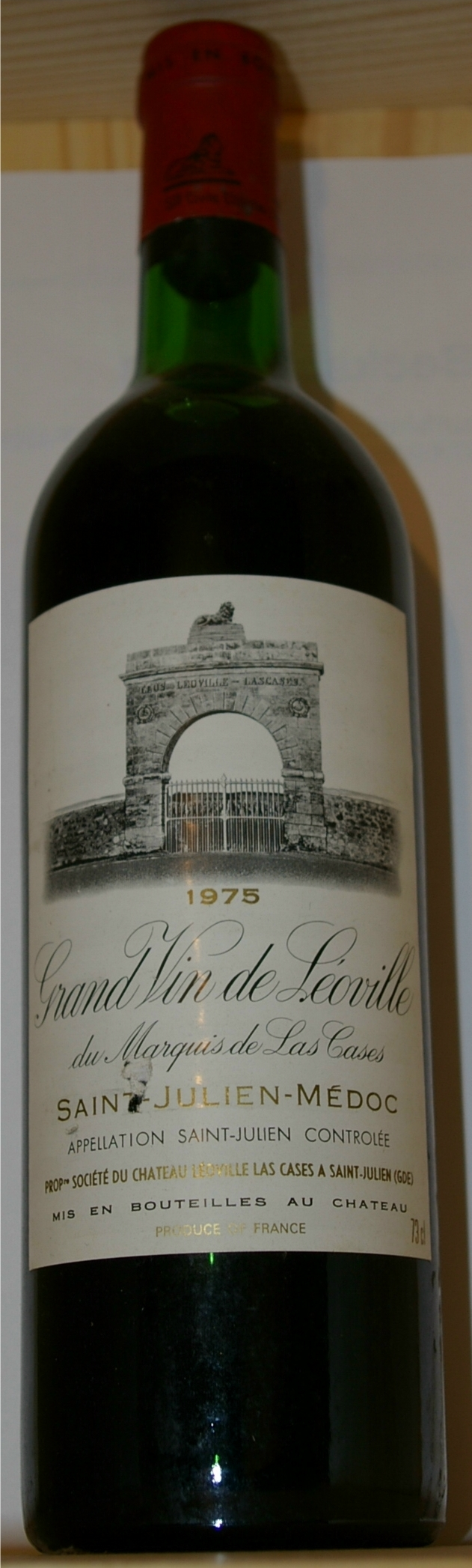
Бутылка вина Château Léoville-Las Cases 1975 года

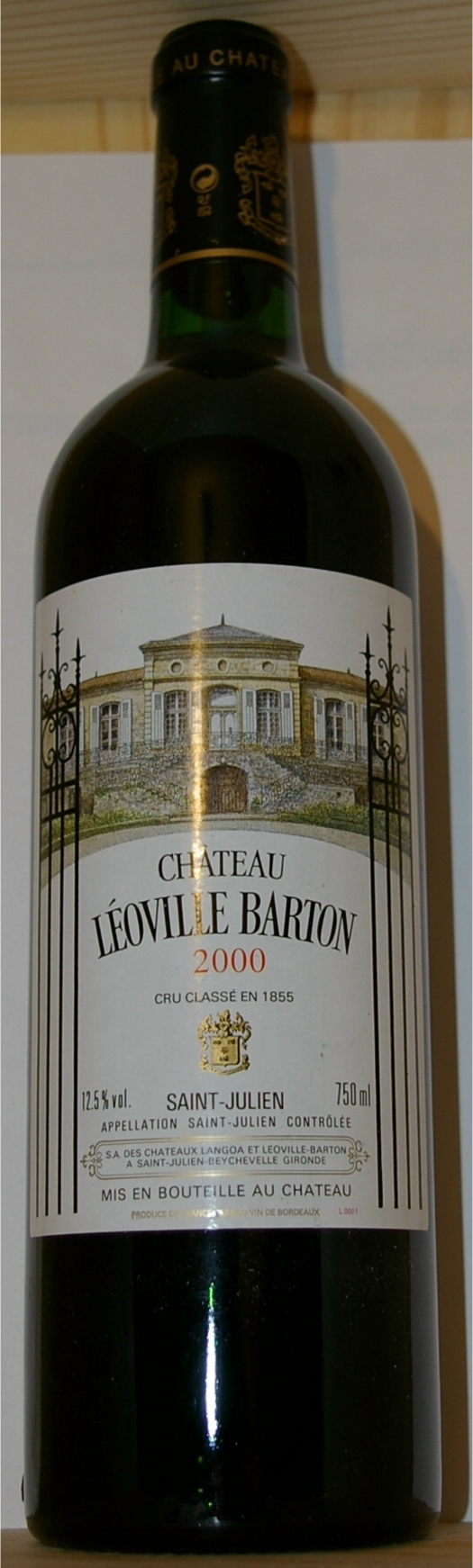
Бутылка вина Château Léoville-Barton 2000 года

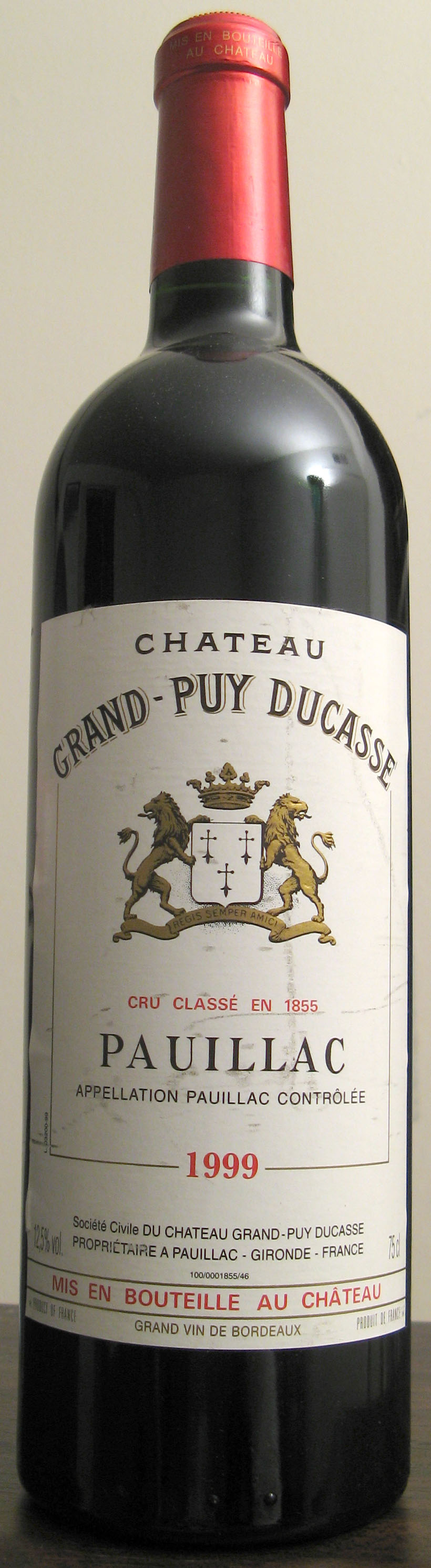
Бутылка вина Château Grand-Puy-Ducasse 1999 года

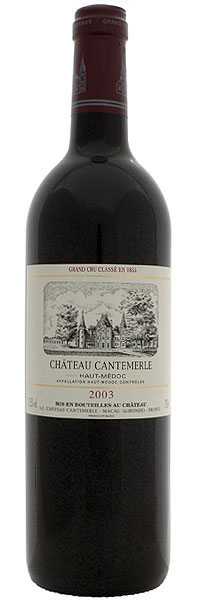
Бутылка вина Château Cantemerle 2003 года

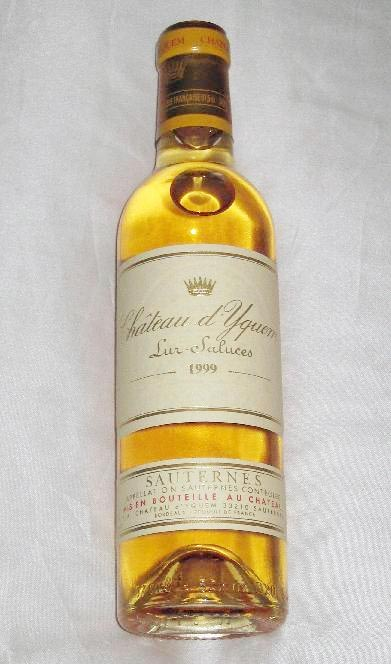
Бутылка вина Château d’Yquem 1999 года

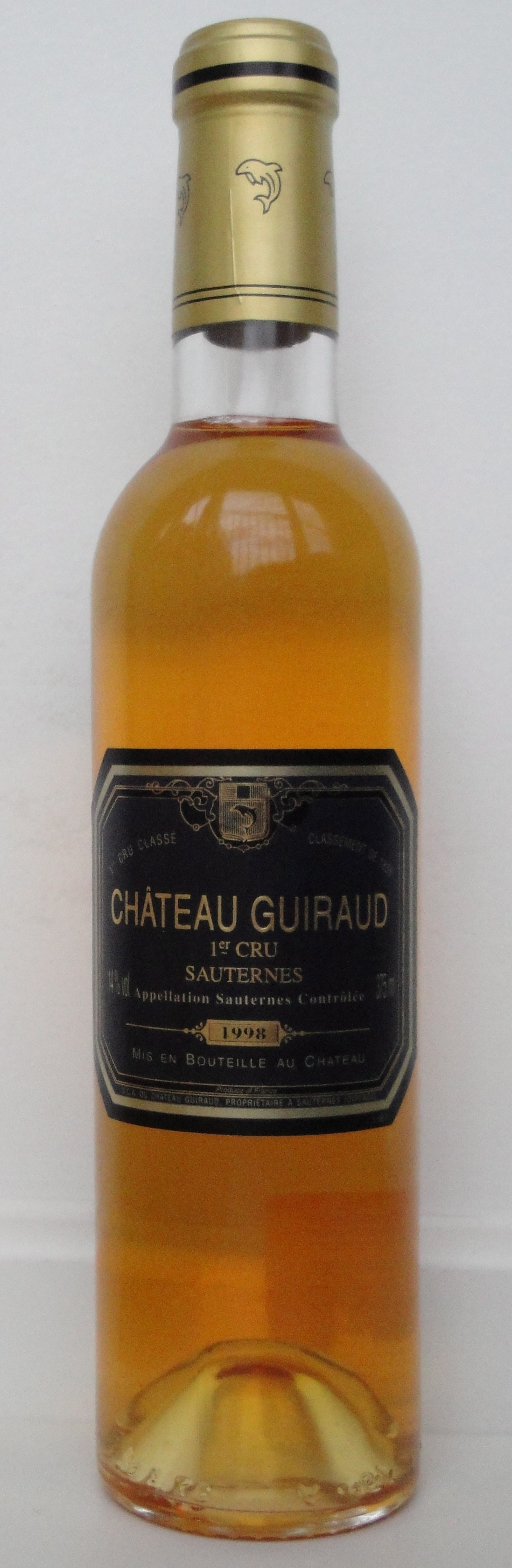
Бутылка вина Château Guiraud 1998 года

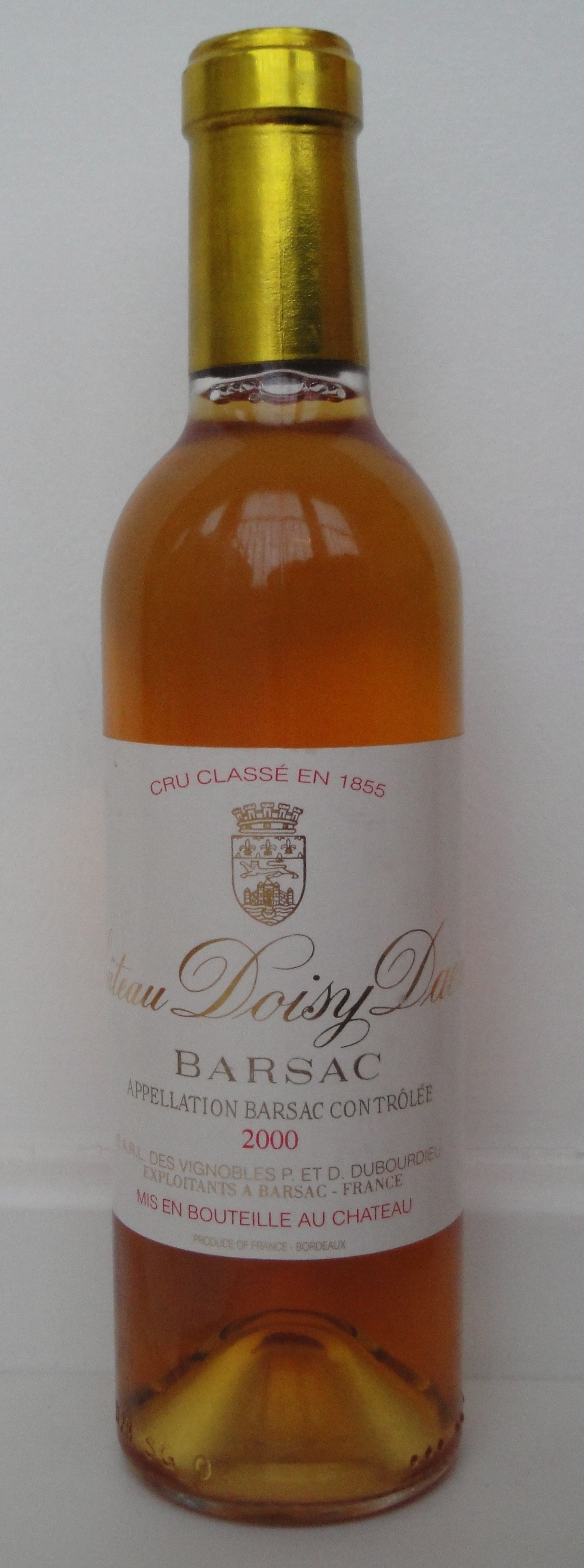
Бутылка вина Château Doisy Daëne 2000 года

Согласно классификации, сначала записывается название хозяйства с его коммуной и в скобках их AOC, если его название отличается от названия коммуны. Начиная с 1973 года в классификации закреплен 61 производитель красных вин: 60 хозяйств из коммун Медока и одно из коммуны Грав, а также 27 производителей белых сладких вин: 17 хозяйств из коммуны Сотерн и 10 хозяйств из коммуны Барсак.
В представленном списке хозяйства записаны согласно классификации, однако, в связи с переводом наименований хозяйств на русский язык и изменениями их наименований со временем, структура представления данных немного изменена. Сначала записывается перевод наименования винодельческого хозяйства на русский язык и в скобках его оригинальное французское наименование, после чего идёт наименование коммуны с АОС, как указано в классификации. В случае, если наименование менялось со временем, то во второй части строки после тире указывается первоначальное наименование, под которым хозяйство было включено в классификацию.

### Красные вина

#### Первые Крю (фр.Premier Cru Grand Cru Classé)
Представлены 4 хозяйства из коммун Медока и одно хозяйство из коммуны Грав:
- Шато Лафит-Ротшильд (фр. Château Lafite Rothschild), Пойяк — первоначально Шато Лафит (фр. Château Lafite Rothschild).
- Шато Латур (фр. Château Latour), Пойяк.
- Шато Марго (фр. Château Margaux), Марго-Кантенак[фр.] (Марго).
- Шато О-Брион (фр. Château Haut-Brion), Пессак (Пессак-Леоньян)[комм. 3] — первоначально О-Брион (фр. Haut-Brion).
- Шато Мутон-Ротшильд (фр. Château Mouton Rothschild), Пойяк — первоначально Мутон (фр. Mouton)[комм. 4].

#### Вторые Крю (фр.Deuxième Cru Classé)
Представлены 14 хозяйств из коммун Медока:
- Шато Розан-Сегла (фр. Château Rausan-Ségla), Марго-Кантенак (Марго) — первоначально Розан-Сегла (фр. Rauzan-Ségla).
- Шато Розан-Гасси (фр. Château Rauzan-Gassies), Марго-Кантенак (Марго) — первоначально Розан-Гасси (фр. Rauzan-Gassies).
- Шато Леовиль Лас Каз (фр. Château Léoville-Las Cases), Сен-Жюльен — первоначально Леовиль (фр. Léoville).
- Шато Леовиль Пуаферре (фр. Château Léoville Poyferré), Сен-Жюльен — первоначально Леовиль (фр. Léoville).
- Шато Леовиль Бартон (фр. Château Léoville Barton), Сен-Жюльен — первоначально Леовиль (фр. Léoville).
- Шато Дюрфор-Виванс (фр. Château Durfort-Vivens), Марго-Кантенак (Марго) — первоначально Вивенс Дюрфор (фр. Vivens Durfort).
- Шато Грюо-Лароз (фр. Château Gruaud-Larose), Сен-Жюльен — первоначально Грюо-Ляроз (фр. Gruaud-Laroze).
- Шато Лакомб (фр. Château Lascombes), Марго-Кантенак (Марго) — первоначально Лакомб (фр. Lascombes).
- Шато Бран-Кантенак (фр. Château Brane-Cantenac), Марго-Кантенак (Марго) — первоначально Бран (фр. Brane).
- Шато Пишон-Лонгвиль Барон (фр. Château Pichon-Longueville Baron)[комм. 5], Пойяк — первоначально Пишон-Лонгвиль (фр. Pichon-Longueville).
- Шато Пишон-Лонгвиль-Контес-де-Лаланд (фр. Château Pichon-Longueville-Comtesse-de-Lalande)[комм. 6], Пойяк — первоначально Пишон-Лонгвиль (фр. Pichon-Longueville).
- Шато Дюкрю-Бокайу (фр. Château Ducru-Beaucaillou), Сен-Жюльен, первоначально Дюкрю Бо Кайу (фр. Ducru Beau Caillou).
- Шато Ко д’Этурнель (фр. Château Cos d’Estournel), Сент-Эстеф — первоначально Ко д’Этурнель (фр. Cos d’Estournel).
- Шато Монроз (фр. Château Montrose), Сент-Эстеф — первоначально Монроз (фр. Montrose).

#### Третьи Крю (фр.Troisième Cru Classé)
Представлены 14 хозяйств из коммун Медока:
- Шато Кирван (фр. Château Kirwan), Марго-Кантенак (Марго) — первоначально Кирван (фр. Kirwan).
- Шато д’Иссан (фр. Château d’Issan), Марго-Кантенак (Марго).
- Шато Лагранж (фр. Château Lagrange), Сен-Жюльен — первоначально Лагранж (фр. Lagrange).
- Шато Лангоа-Бартон (фр. Château Langoa-Barton)[комм. 7], Сен-Жюльен — первоначально Лангоа (фр. Langoa).
- Шато Жискур (фр. Château Giscours), Лабард (Марго) — первоначально Жискур (фр. Giscours).
- Шато Малеско-Сент-Экзюпери (фр. Château Malescot-Saint-Exupéry), Марго-Кантенак (Марго) — первоначально Сент-Экзюпери (фр. Saint-Exupéry).
- Шато Кантенак-Браун (фр. Château Cantenac-Brown), Марго-Кантенак (Марго) — первоначально Бойд (фр. Boyd).
- Шато Бойд-Кантенак (фр. Château Boyd-Cantenac), Марго-Кантенак (Марго) — первоначально Бойд (фр. Boyd).
- Шато Пальмер (фр. Château Palmer), Марго-Кантенак (Марго) — первоначально Пальмер (фр. Palmer).
- Шато Ла Лагюн (фр. Château La Lagune), Людон (О-Медок) — первоначально Лалагюн (фр. Lalagune).
- Шато Десмирай (фр. Château Desmirail), Марго-Кантенак (Марго) — первоначально Десмирай (фр. Desmirail).
- Шато Калон-Сегюр (фр. Château Calon-Ségur), Сент-Эстеф — первоначально Калон (фр. Calon).
- Шато Ферьер (фр. Château Ferrière), Марго-Кантенак (Марго) — первоначально Ферьер (фр. Ferrière).
- Шато Марки-д’Алем-Бекер (фр. Château Marquis-d’Alesme-Becker), Марго-Кантенак (Марго) — первоначально Бекер (фр. Becker).

Также до 1960 года в список третьих крю входило Шато Дюбиньон (фр. Château Dubignon), которое впоследствии было поглощено винодельческим хозяйством Шато Малеско-Сент-Экзюпери (фр. Château Malescot-Saint-Exupéry) и исключено из классификации.

#### Четвёртые Крю (фр.Quatrième Cru Classé)
Представлены 10 хозяйств из коммун Медока:
- Шато Сен-Пьер (фр. Château Saint-Pierre), Сен-Жюльен — первоначально Сен-Пьер (фр. Saint-Pierre).
- Шато Тальбо (фр. Château Talbot), Сен-Жюльен — первоначально Тальбо (фр. Talbot).
- Шато Бранер-Дюкрю (фр. Château Branaire-Ducru), Сен-Жюльен — первоначально Дю-Люк (фр. Du-Luc).
- Шато Дюар-Милон (фр. Château Duhart-Milon)[комм. 8], Пойяк — первоначально Дюар (фр. Duhart).
- Шато Пуже (фр. Château Pouget), Марго-Кантенак (Марго) — первоначально Пуже-Лассаль (фр. Pouget-Lassale) и Пуже (фр. Pouget).
- Шато-Ля-Тур-Карне (фр. Château La Tour Carnet), Сен-Лоран (О-Медок) — первоначально Карне (фр. Carnet).
- Шато Лафон-Роше (фр. Château Lafon-Rochet), Сент-Эстеф — первоначально Роше (фр. Rochet).
- Шато Бешвель (фр. Château Beychevelle), Сен-Жюльен — первоначально Шато де Бешевель (фр. Château de Beychevelle).
- Шато Приёре-Лишин (фр. Château Prieuré-Lichine), Марго-Кантенак (Марго) — первоначально Ле Приере (фр. Le Prieuré).
- Шато Марки-де-Терм (фр. Château Marquis-de-Terme), Марго-Кантенак (Марго) — первоначально Марки-де-Терм (фр. Marquis-de-Terme).

#### Пятые Крю (фр.Cinquième Cru Classé)
Представлены 18 хозяйств из коммун Медока:
- Шато Понте-Кане (фр. Château Pontet-Canet), Пойяк — первоначально Кане (фр. Canet).
- Шато Батайе (фр. Château Batailley), Пойяк — первоначально Батайе (фр. Batailley).
- Шато О-Батайе (фр. Château Haut-Batailley), Пойяк — первоначально Батайе (фр. Batailley).
- Шато О-Баж-Либераль (фр. Château Haut-Bages-Libéral), Пойяк — первоначально О Баж (фр. Haut Bages).
- Шато Гран-Пюи-Лакост (фр. Château Grand-Puy-Lacoste), Пойяк — первоначально Гран Пюи (фр. Grand Puy).
- Шато Гран-Пюи-Дюкас (фр. Château Grand-Puy-Ducasse), Пойяк — первоначально Артиг Арно (фр. Artigues Arnaud).
- Шато Линч-Баж (фр. Château Lynch-Bages), Пойяк — первоначально Линч (фр. Lynch).
- Шато Линч-Мусса (фр. Château Lynch-Moussas), Пойяк — первоначально Линч Мусса (фр.  Lynch Moussas).
- Шато Дозак (фр. Château Dauzac), Лабард (Марго) — первоначально Дозак (фр. Dauzac).
- Шато д’Армайяк (фр. Château d’Armailhac), Пойяк — первоначально Дармайяк (фр. Darmailhac).
- Шато-дю-Тертр (фр. Château du Tertre), Арсак (Марго) — первоначально Ле Тертр (фр. Le Tertre).
- Шато Педескло (фр. Château Pédesclaux), Пойяк — первоначально Педескло (фр.  Pédesclaux).
- Шато Бельграв (фр. Château Belgrave), Сен-Лоран (О-Медок) — первоначально Шато Кутансу (фр. Château Coutenceau).
- Шато Камансак (фр. Château Camensac)[комм. 9], Сен-Лоран (О-Медок) — первоначально Каменсак (фр. Camensac).
- Шато Ко-Лабори (фр. Château Cos-Labory), Сент-Эстеф — первоначально Ко-Лабори (фр. Cos-Labory).
- Шато Клерк-Милон (фр. Château Clerc-Milon), Пойяк — первоначально Клерк-Милон (фр. Clerc-Milon).
- Шато Круазе Баж (фр. Château Croizet Bages), Пойяк — первоначально Круазе-Баж (фр. Croizet-Bages).
- Шато Кантемерль (фр. Château Cantemerle), Мако (О-Медок)[комм. 10] — первоначально Кантмерль (фр. Cantemerle).

### Белые вина

#### Высшие первые крю (фр.Premier cru supérieur)
Представлено 1 хозяйство из коммуны Сотерн:
- Шато д’Икем (фр. Château d'Yquem), Сотерн — первоначально Икем (фр. Yquem).

#### Первые крю (фр.Premier Cru Grand Cru Classé)
Представлены 11 хозяйств из коммун Сотерн и Барсак:
- Шато Ла Тур Бланш (фр. Château La Tour Blanche), Бомм (Сотерн) — первоначально Латур Бланш (фр. Latour Blanche).
- Шато Лафори-Пераге (фр. Château Lafaurie-Peyraguey), Бомм (Сотерн) — первоначально Пераге (фр. Peyraguey).
- Шато Клоз О-Пераге (фр. Château Clos Haut-Peyraguey), Бомм (Сотерн) — первоначально Пераге (фр. Peyraguey).
- Шато Рен-Виньо (фр. Château de Rayne-Vigneau), Бомм (Сотерн) — первоначально Виньо (фр. Vigneau).
- Шато Сюдюиро (фр. Château Suduiraut), Преньяк (Сотерн) — первоначально Сюдюиро (фр. Suduiraut).
- Шато Куте (фр. Château Coutet), Барсак — первоначально Куте (фр.  Coutet.
- Шато Климанс (фр. Château Climens), Барсак — первоначально Климанс (фр. Climens).
- Шато Гиро (фр. Château Guiraud), Сотерн — первоначально Бель (фр. Bayle).
- Шато Рьёссек (фр. Château Rieussec), Фарг (Сотерн) — первоначально Рьессек (фр. Rieusec).
- Шато Рабо-Проми (фр. Château Rabaud-Promis), Бомм (Сотерн) — первоначально Рабо (фр. Rabeaud).
- Шато Сигалас-Рабо (фр. Château Sigalas-Rabaud), Бомм (Сотерн) — первоначально Рабо (фр. Rabeaud).

#### Вторые крю (фр.Deuxièmes crus)
Представлены 15 хозяйств из коммун Сотерн и Барсак:
- Шато де Мира (фр. Château de Myrat)[комм. 11], Барсак — первоначально Мира (фр. Mìrat).
- Шато Дуази-Даэн (фр. Château Doisy Daëne), Барсак — первоначально Дуази (фр. Doisy).
- Шато Дуази-Дюброка (фр. Château Doisy-Dubroca), Барсак — первоначально Дуази (фр. Doisy).
- Шато Дуази-Ведрин (фр. Château Doisy-Védrines), Барсак — первоначально Дуази (фр. Doisy).
- Шато д’Арш (фр. Château d'Arche), Сотерн — первоначально д’Арш фр. d'Arche).
- Шато Фильо (фр. Château Filhot), Сотерн — первоначально Фильо фр. Filhot).
- Шато Брусте (фр. Château Broustet), Барсак — первоначально Брусте Нерак (фр. Broustet Nérac).
- Шато Нерак (фр. Château Nairac), Барсак — первоначально Брусте Нерак (фр. Broustet Nérac).
- Шато Кайу (фр. Château Caillou), Барсак — первоначально Кайу (фр. Caillou).
- Шато Сюо (фр. Château Suau), Барсак — первоначально Сюо фр. Suau).
- Шато-де-Маль (фр. Château de Malle), Преньяк (Сотерн) — первоначально Маль (фр. Malle).
- Шато Роме (фр. Château Romer), Фарг (Сотерн) — первоначально Роме (фр. Romer).
- Шато Роме-дю-Эйо (фр. Château Romer du Hayot), Фарг (Сотерн) — первоначально Роме (фр. Romer).
- Шато Ламот (фр. Château Lamothe), Сотерн — первоначально Ламот (фр. Lamothe).
- Шато Ламот-Гиньяр (фр. Château Lamothe-Guignard), Сотерн — первоначально Ламот (фр. Lamothe).

Первоначально в состав вторых крю также входило винодельческое хозяйство Пексото (фр. Pexoto), которое впоследствии было поглощено винодельческим хозяйством Шато Рабо-Проми (фр. Château Rabaud-Promis), входящим в список первых крю.

### Комментарии
1. ↑  Предполагается, что в первоначальную классификацию хозяйство не попало по недосмотру.
2. ↑  Изначально приставка использовалась пятью хозяйствами.
3. ↑  Единственное винодельческое хозяйство из коммуны Грав.
4. ↑  В первоначальной классификации 1855 года входил во Вторые Крю, однако в 1973 году был переведён в Первые Крю.
5. ↑  Также известно как Пишон Барон (фр. Pichon Baron).
6. ↑  Также известно как Пишон Лаланд (фр. Pichon Lalande или Пишон Контес (фр. Pichon Comtesse).
7. ↑  Также известно как Шато Лангоа (фр. Château Langoa).
8. ↑  Также известно как Шато Дюар-Милон-Ротшильд (фр. Château Duhart-Milon-Rothschild).
9. ↑  Также известно как Шато де Камансак (фр. Château de Camensac).
10. ↑  Добавлено в 1856 году.
11. ↑  Также известно как Шато Мира (фр. Château Myrat).